# روبابيكيا (مسرحية)
روبابيكيا مسرحية كوميدية مصرية، عُرضت في سنة 1967 من تأليف وإخراج فايز حلاوة، بطولة صلاح ذو الفقار وتحية كاريوكا ونبيلة عبيد.

## القصة
تتناول المسرحية بعض مظاهر الفساد في الحياة الثقافية وفي أجهزة الإعلام؛ حيث يأخذ أحد الكتاب المبتدئين بعض الأوراق المدون بها رواية من بائعة روبابيكيا ويضع اسمه عليها، وتتولى أداة الدعاية المنحرفة عمل الدعاية اللازمة، فتكون رواية «البرسيم يناديكى يا خضرة» هي قمة العمل الأدبى. وتقوم ممثلة مدعية، كل مؤهلاتها هي جمالها الممنوح للمنتجين والمخرجين، ببطولتها، ثم يظهر مؤلفها الحقيقى المغمور محمد الحيوان . وتحدث بعض المفارقات.

## طاقم التمثيل
- صلاح ذو الفقار
- تحية كاريوكا
- نبيلة عبيد
- فايز حلاوة
- وحيد سيف
- بدر الدين جمجوم
- حسن حسين
- سامية محسن
- سيف الله مختار